# 石花肺鱼
維多利亞肺魚（學名：Protopterus aethiopicus），又稱石花肺魚、剛果肺魚、大王肺魚或梅氏肺魚，為非洲肺魚屬的四種現生物種之一，廣泛分佈於東部與中部非洲。本種的基因組有多達1330亿对碱基对，是已知脊椎動物最大的基因组，與无恒变形虫（6700億對鹼基對）與衣笠草（1490億對基因組）同為基因組大小最大的生物之一。
本種魚在一些地區為食用魚，或用作傳統醫學的藥材，但在某些地區的居民不喜歡這種魚的味道，甚至以食用此魚為禁忌。

## 分布
維多利亞肺魚的分布範圍包括安哥拉、蒲隆地、埃及、衣索比亞、剛果民主共和國、剛果共和國、肯亞、盧安達、南蘇丹、蘇丹、坦桑尼亞、烏干達與尚比亞等非洲國家，遍及尼羅河與剛果河流域，艾伯特湖、愛德華湖、坦干依喀湖、維多利亞湖、納布加博湖、圖爾卡納湖、諾湖與基奧加湖等湖泊。其中不同區域有不同的亞種分布：P. a. aethiopicus分布於尼羅河流域，P. a. congicus分布於剛果河中上游，P. a. mesmaekersi則分布於剛果河下游。

## 外形

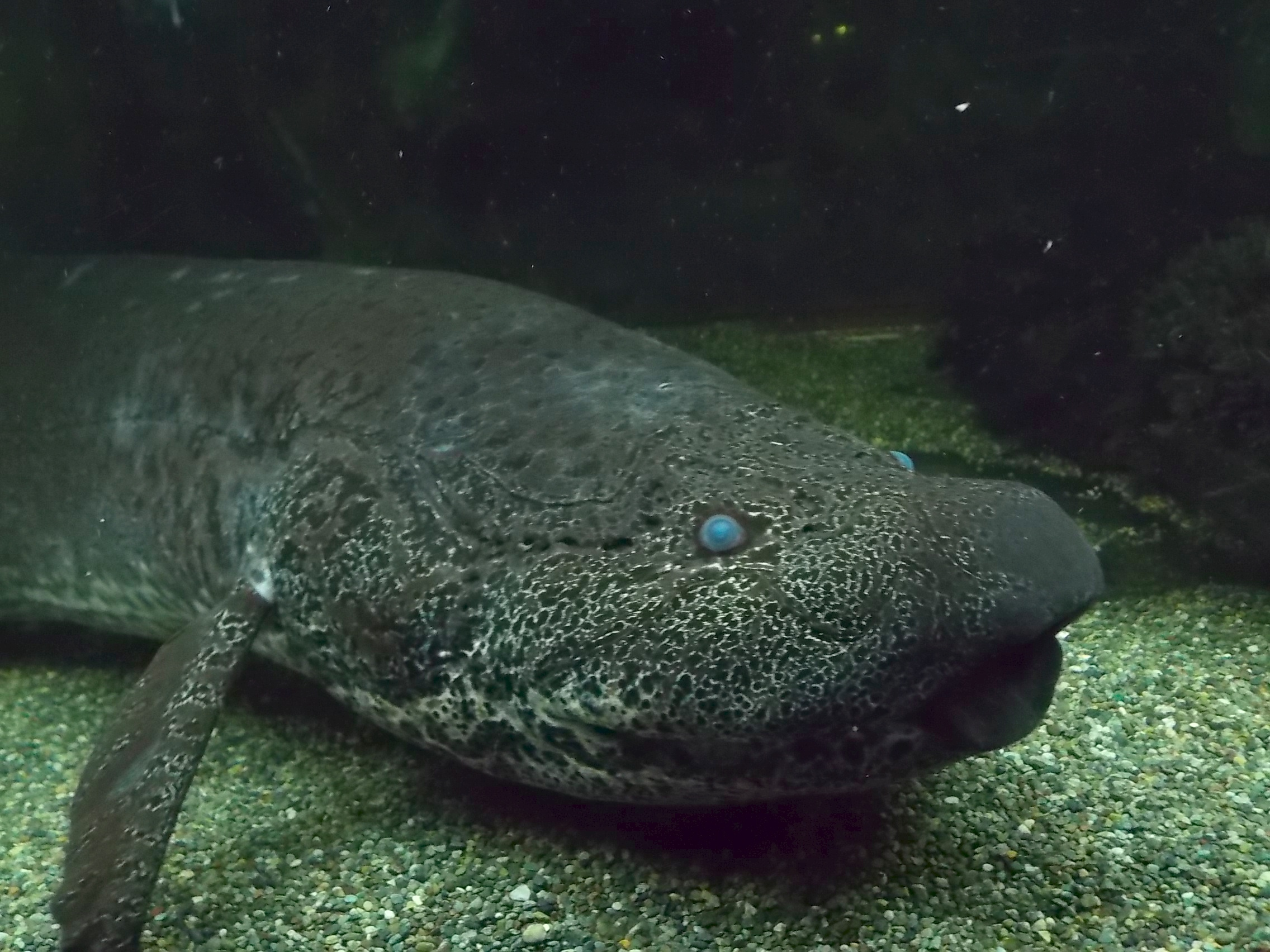
維多利亞肺魚

維多利亞肺魚身體光滑、體型細長，可達2公尺。背鰭及臀鰭二者具備，且成紐繩狀。鱗片為埋在厚厚表皮下的圓鱗骨鱗，皮狀吻部在捕食及呼吸時會向袋狀膨脹。前鼻孔在頭部下面，後鼻孔則在口蓋側邊的開孔，幼魚具有外鰓，隨著成長而消失。鰓孔至肛門正上方的縱列鱗片數55至70枚，體背側為茶色或蒼灰色，腹部淡灰色。

## 生態
維多利亞肺魚為底棲魚類，成魚主要以軟體動物為食，但也會取食小型魚類與昆蟲，幼魚則主要以昆蟲為食。缺水時本種魚可進行夏蟄。豐水期為繁殖季，雄魚會挖一小洞為巢，可能有數隻雌魚會產卵於其中，且雌魚產卵後即離去，由雄魚負責保護巢與卵。雄魚除了攻擊入侵者外，平時也會攪動巢周圍的水體使空氣流通。